# Duron Harmon
* solo in precampionato e/o in squadra di allenamento
Duron Harmon (Magnolia, 24 gennaio 1991) è un giocatore di football americano statunitense che gioca nel ruolo di free safety per i Cleveland Browns della National Football League (NFL).
Al college ha giocato a football alla Rutgers University. Fu quindi scelto nel corso del terzo giro (91º assoluto) del Draft NFL 2013 dai New England Patriots con cui ha vinto tre Super Bowl: il XLIX, il LI e il LIII.

## Carriera universitaria
Harmon ha frequentato la Rutgers University giocando a football dal 2009 al 2012 con gli Scarlet Knights.

## Carriera professionistica

### New England Patriots
Harmon fu scelto nel corso del terzo giro del Draft 2013 dai New England Patriots. Debuttò come professionista nella vittoria della settimana 2 contro i New York Jets mettendo a segno un tackle. Il primo intercetto in carriera lo fece registrare nella settimana 8 su Ryan Tannehill dei Miami Dolphins e un altro la settimana seguente contro i Pittsburgh Steelers.
Dopo avere fatto registrare un solo intercetto nella stagione regolare 2014, il 10 gennaio 2015, nel divisional round dei playoff, ne mise a segno uno decisivo su Joe Flacco, contribuendo alla vittoria dei Patriots sui Ravens per 35-31, avanzando alla finale della AFC. A fine anno si laureò campione NFL battendo i Seattle Seahawks nel Super Bowl XLIX.
Harmon aprì la stagione 2015 con un intercetto su Ben Roethlisberger nella vittoria su Pittsburgh.
Il 5 febbraio 2017 vince il suo secondo Super Bowl, il LI, disputato dai Patriots contro gli Atlanta Falcons e vinto dai primi, ai tempi supplementari (prima volta nella storia del Super Bowl), con il punteggio di 34-28.
Alla fine della stagione 2018 Harmon vinse il Super Bowl LIII battendo i Los Angeles Rams per 13-3, conquistando il suo terzo anello.

### Detroti Lions
Il 19 marzo 2020 Harmon fu scambiato con i Detroit Lions assieme a una scelta del settimo giro per una scelta del quinto giro del Draft NFL 2020.

### Atlanta Falcons
Il 15 aprile 2021 Harmon firmò un contratto di un anno con gli Atlanta Falcons.

### Las Vegas Raiders
Il 24 marzo 2022 Harmon firmò da unrestricted free agent con i Las Vegas Raiders.

### Baltimore Ravens
Il 12 settembre 2023 Harmon firmò per la squadra di allenamento dei Baltimore Ravens.

### Chicago Bears
Il 3 ottobre 2023 Harmon lasciò la squadra di allenamento dei Ravens per firmare con i Chicago Bears. Poco più di un mese dopo, l'8 novembre 2023, fu svincolato dopo aver collezionato tre presenze, di cui una da titolare, ed un totale di sei tackle.

### Cleveland Browns
Il 22 novembre 2023 Harmon firmò per la squadra di allenamento dei Cleveland Browns. Il 13 dicembre 2023 fu promosso nel roster attivo.

## Palmarès

### Franchigia
- Super Bowl : 3

New England Patriots: XLIX, LI, LIII
- American Football Conference Championship: 4

New England Patriots: 2014, 2016, 2017, 2018

## Vita privata

### Respinto dalla Costa Rica per possesso di marijuana
Il 24 marzo 2018 nel bagaglio di Harmon arrivato in Costa Rica in aereo fu trovata della marijuana e della paraphernalia: in particolare furono rinvenuti 58 grammi di marijuana, tre fialette di olio di cannabis, una caramella di THC e altri 4,3 grammi di marijuana compressa in quattro barattoli. Harmon non fu arrestato ma gli fu negato l'accesso nel Paese e fu rimandato indietro negli Stati Uniti.